# 筋強直症候群
筋強直症候群（ミオトニア症候群、myotonic syndrome）とは筋強直（ミオトニア）が病的に延長する疾患の総称である。最も代表的な疾患は筋強直性ジストロフィーである。これらの疾患はチャネロパチーであることが多い。ミオトニー症候群とも呼ばれる。

## ミオトニア
骨格筋を随意的、あるいは機械的に収縮させ刺激を取り除くと正常筋はすぐに弛緩するが、筋の収縮状態が長く続くとき筋強直またはミオトニアという。手を強く握ると速やかに開かないgrip myotoniaやハンマーで叩くとその筋が収縮し容易に弛緩しないpercussion myotoniaなどがよく知られている。特にpercussion myotoniaでは舌筋などがよく用いられる。筋電図では急降下爆撃音が特徴的である。筋病理ではタイプ2B線維の減少が認められることが多く、ミオトニア減少との関連が疑われている。

## 代表疾患

### 筋強直性ジストロフィー1
筋強直性ジストロフィー（DM）は大きく分けてDM1とDM2に分かれる。日本では99％がDM1であるため、ここではDM1を中心に記載する。DM1は人口10万人あたりで4.9～5.5人程度と言われている。染色体19q13.3の異常でありこの遺伝子はプロテインキナーゼでありDM protein kinase(DMPK)（en:Myotonin-protein kinase）といわれる。遺伝子変異はCTGリピートの繰り返し配列の挿入であり、表現促進現象も認められる。通常ではこのCTGリピートは5～35回であるが患者では50～2000回にも及ぶ。遺伝形式は常染色体優性遺伝である。臨床症状は非常に多彩であり骨格筋以外に神経系、内分泌系、免疫系、循環器系と多くの臓器が侵される。中枢神経系としては知的障害、情緒異常、眼症状としては白内障、網膜色素変性、脱毛、内分泌異常（副腎、下垂体機能異常、インスリン分泌異常）、IgG低値を認めることがある。CKは正常ないし、軽度上昇を示すことが多い。骨格筋の異常としてはミオトニアの他に進行性の筋萎縮と筋力低下が認められる。慢性進行性の経過であり歩行不能となり嚥下障害や呼吸障害を合併するようになり、50歳後半で呼吸不全で死亡することが多い。多くは30歳前にミオトニアで発症する。遺伝子検査で診断される場合が多い。
筋病理ではいくつかの特徴的な所見が知られている。高頻度に中心核（内在核）がみとめられ、病期の進行とともに核は増加し、複数となる。sarcoplasmic massなど筋線維内の局所的な変性が認められる。しばしば縁取り空胞（rimmed vacuole）や赤色ぼろ線維（ragged-red fiber）、輪状線維（ring-binden fiber）も認められる。タイプ1線維（赤筋）が小径化しsarcoplasmic massを伴って変性する。type2線維（白筋）は2Cを介してタイプ1線維への変換が起こっている。小角化線維やfiber type groupingといった脱神経筋に特徴的な変化も認められる。

### 筋強直性ジストロフィー2
日本では2010年現在1家系の報告しかない。ヨーロッパ白人に多い。DM2では近位筋の筋力低下が目立つため近位筋型筋強直性ジストロフィーとも言われる。症例ごとに症状に大きな幅がある。原因遺伝子はZNF9であり常染色体優性遺伝である。筋病理では小角化線維やタイプ2線維の萎縮が認められる。

### 先天性筋強直性ジストロフィー
筋強直性ジストロフィーでは出生下から症状が認められる先天型も存在する。その場合は母親が筋強直性ジストロフィーであることが多い。原因遺伝子は筋強直性ジストロフィーと同様である。小児期以降はDM1と筋病理では区別がつきにくいが、出生後はタイプ2C線維が多く、タイプ1線維が細い。

### 先天性ミオトニア
先天性ミオトニア（myotonia cogenita）には常染色体優性遺伝のThomsen病と常染色体劣性遺伝であるBecker型の2つが知られている。両者ともクロールチャネル遺伝子であるCLCN1が責任遺伝子である。筋線維の大小不同とタイプ2線維の減少が認められる。中心核やsarcoplasmic massは殆ど認められない。

### 先天性パラミオトニア
先天性パラミオトニー（paramyotonia cogenita）は常染色体優性遺伝であり、寒冷で暴露時に増悪するミオトニアを特徴とする。高カリウム性家族性周期性麻痺と同様にナトリウムチャネルSCN4Aに変異がある。筋病理では筋線維の大小不同が認められる。周期性四肢麻痺で認められる筋原線維の乱れやtubular aggregantが時に認められる。

### Schwartz-Jampel症候群
Schwartz-Jampel症候群とは小人症、骨軟骨異栄養症、ミオトニア、眼奇形、小頭症を特徴とする小児期発症の疾患である。常染色体劣性遺伝であり知的障害はなく、生命予後は良好である。